# Elena Isinbaeva
Elena Gadjievna Isinbaieva (în rusă Елена Гаджиевна Исинбаева, n. 3 iunie 1982, Volgograd, RSFS Rusă, URSS) este o fostă atletă rusă, specializată în proba de săritura cu prăjina.

## Carieră
Ea a fost câștigătoarea Jocurilor Olimpice din 2004 și 2008, a campionatelor europene de atletism din anul 2006 și a campionatelor mondiale de atletism din 2005 și 2007. Elena Isinbaieva a corectat de 28 de ori recordul mondial la săritură cu prăjina, fiind prima femeie din lume care a depășit la săritură cu prăjina înălțimea de 5 m, record stabilit în iulie 2005. A fost aleasă sportiva anului 2007 și 2009. Ea a fost gimnastă, înainte de a participa la competițiile sportive de săritură cu prăjina. Provine din grupa etnică a tabasarilor, un popor mic din Caucaz (ca. 110.000 loc.) care trăiește în Daghestan. Ca și constituție corporală, atleta are o înălțime de 1,74 m și o greutate ideală de 65 kg.

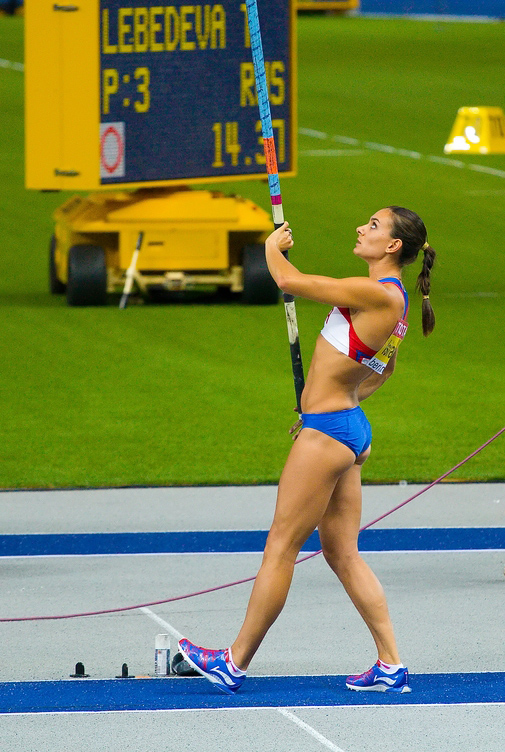
La CM din 2009
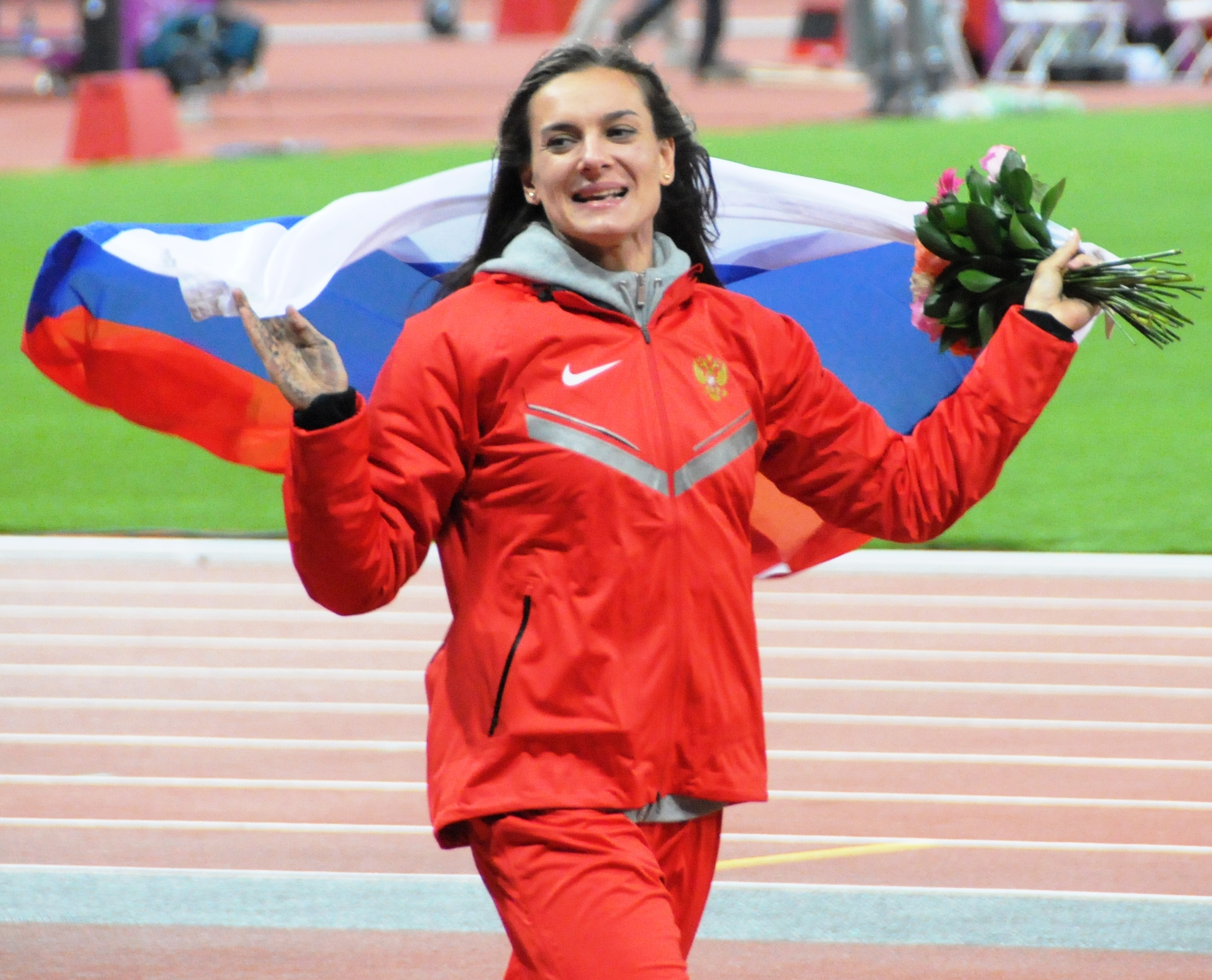
La JO din 2012
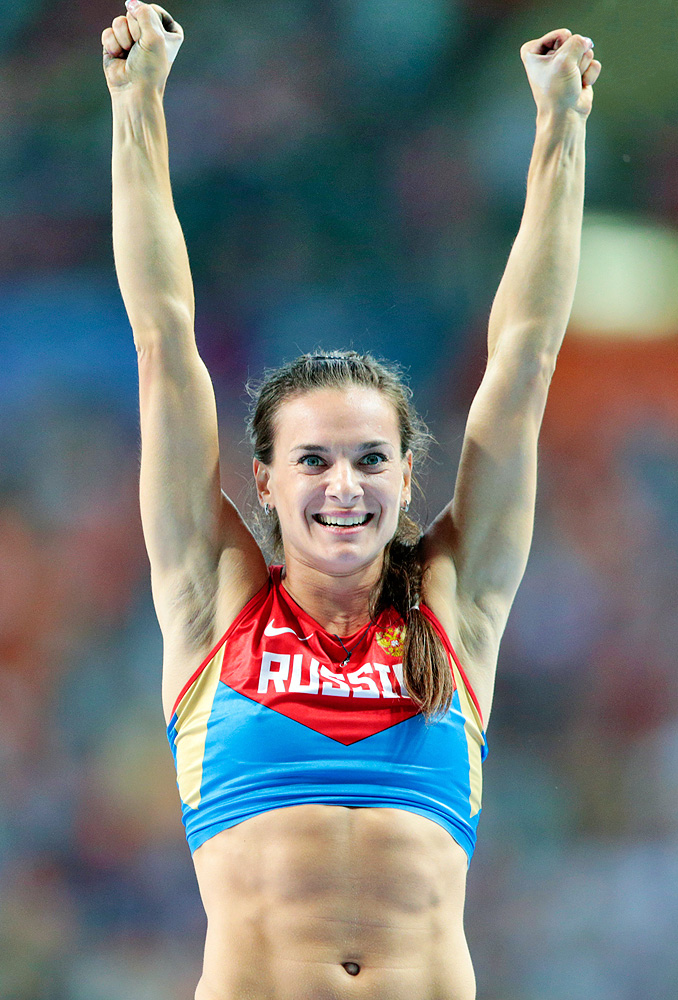
La CM din 2013

## Realizări
| An   | Competiție                               | Locație                    | Loc | Note        |
| ---- | ---------------------------------------- | -------------------------- | --- | ----------- |
| 1998 | Jocurile Mondiale de Tineret             | Moscova, Rusia             | 1   | 4,00 m      |
| 1998 | Campionatul Mondial de Juniori (sub 20)  | Annecy, Franța             | 9   | 3,90 m      |
| 1999 | Campionatul Mondial de Juniori (sub 18)  | Bydgoszcz, Polonia         | 1   | 4,10 m RM18 |
| 1999 | Campionatul European de Juniori (sub 20) | Riga, Letonia              | 5   | 4,05 m      |
| 2000 | Campionatul European în sală             | Gent, Belgia               | 9   | 4,05 m      |
| 2000 | Jocurile Olimpice                        | Sydney, Australia          | –   | FR          |
| 2000 | Campionatul Mondial de Juniori (sub 20)  | Santiago, Chile            | 1   | 4,20 m RM20 |
| 2001 | Campionatul Mondial în sală              | Lisabona, Portugalia       | 7   | 4,25 m      |
| 2001 | Campionatul European de Juniori (sub 20) | Grosseto, Italia           | 1   | 4,40 m RC   |
| 2002 | Campionatul European                     | München, Germania          | 2   | 4,55 m      |
| 2003 | Campionatul Mondial în sală              | Birmingham, Marea Britanie | 2   | 4,60 m      |
| 2003 | Campionatul Mondial                      | Paris, Franța              | 3   | 4,65 m      |
| 2003 | Campionatul European de Tineret (sub 23) | Bydgoszcz, Polonia         | 1   | 4,65 m RC   |
| 2004 | Campionatul Mondial în sală              | Budapest, Ungaria          | 1   | 4,86 m RM   |
| 2004 | Jocurile Olimpice                        | Atena, Grecia              | 1   | 4,91 m RM   |
| 2005 | Campionatul European în sală             | Madrid, Spania             | 1   | 4,90 m RMs  |
| 2005 | Campionatul Mondial                      | Helsinki, Finlanda         | 1   | 5,01 m RM   |
| 2006 | Campionatul Mondial în sală              | Moscova, Rusia             | 1   | 4,80 m      |
| 2006 | Campionatul European                     | Göteborg, Suedia           | 1   | 4,80 m RC   |
| 2007 | Campionatul Mondial                      | Osaka, Japonia             | 1   | 4,80 m      |
| 2008 | Campionatul Mondial în sală              | Valencia, Spania           | 1   | 4,75 m      |
| 2008 | Jocurile Olimpice                        | Beijing, China             | 1   | 5,05 m RM   |
| 2009 | Campionatul Mondial                      | Berlin, Germania           | –   | FR          |
| 2010 | Campionatul Mondial în sală              | Doha, Qatar                | 4   | 4,60 m      |
| 2011 | Campionatul Mondial                      | Daegu, Coreea de Sud       | 6   | 4,65 m      |
| 2012 | Campionatul Mondial în sală              | Istanbul, Turcia           | 1   | 4,80 m      |
| 2012 | Jocurile Olimpice                        | London, Marea Britanie     | 3   | 4,70 m      |
| 2013 | Campionatul Mondial                      | Moscova, Rusia             | 1   | 4,89 m      |

## Recorduri personale
| Probă                       | Performanță | Dată              | Locație   |
| --------------------------- | ----------- | ----------------- | --------- |
| Săritură cu prăjina         | 5,06 m RM   | 28 august 2009    | Zürich    |
| Săritură cu prăjina în sală | 5,01 m RE   | 23 februarie 2012 | Stockholm |